# 石巻埠頭駅
石巻埠頭駅（いしのまきふとうえき）は、宮城県石巻市南光町にあった日本貨物鉄道（JR貨物）仙石線（貨物支線）の駅（貨物駅。廃駅）である。
当駅の付近には飼料関係の事業所が多く立地し、専用線で接続していた。各線の入換には石巻臨海運輸の入換機関車（25t機と35t機が存在）が使用された他、石巻埠頭サイロ専用線ではアント工業製の車両移動機（アント77型）も使用された。

## 歴史
- 1968年（昭和43年）10月11日：釜駅（現在の石巻港駅） - 当駅間の貨物支線開業に伴い日本国有鉄道（国鉄）の駅として設置。貨物のみ取り扱い[1]。
- 1987年（昭和62年）4月1日：国鉄分割民営化に伴い、JR貨物の駅となる[1]。
- 1999年（平成11年）11月1日：石巻港駅 - 当駅間廃止により廃駅となる。

## 周辺
- 石巻港

## 隣の駅
日本貨物鉄道（JR貨物）
仙石線（貨物支線）
石巻港駅 - （貨）石巻埠頭駅